# Exile
Exile er en amerikansk stumfilm fra 1917 af Maurice Tourneur.

## Medvirkende
- Olga Petrova som Claudia Perez.
- Wyndham Standing som Vincento Perez.
- Mahlon Hamilton som Richmond Harvey.
- Warren Cook.
- Charles Martin som Manuel D'Alfrache.